# Wity (Łapy)
Wity (dawn. Łapy-Wity)  – część miasta Łapy w powiecie białostockim w województwie podlaskim. Położona jest w południowo-wschodniej części miasta.
Do końca 1924 roku była to samodzielna wieś w gminie Poświętne w powiecie wysokomazowieckim, od 1919 w województwie białostockim. W 1921 roku zamieszkiwało ją 95 mieszkańców; była to ludność narodowości polskiej, wyznania rzymskokatolickiego.
1 stycznia 1925 włączono ją do nowo utworzonego miasta Łapy.